# Standards
Standards es el cuarto álbum de estudio del grupo musical post-rock estadounidense Tortoise, publicado en el 2001.

## Listado de Canciones
1. Seneca – 6:20
2. Eros – 4:26
3. Benway – 4:46
4. Firefly – 3:56
5. Six Pack – 3:11
6. Eden 2 – 2:08
7. Monica – 6:30
8. Blackjack – 4:07
9. Eden 1 – 2:36
10. Speakeasy – 6:18